# Josselin
Josselin (bret. Josilin) – miejscowość i gmina we Francji, w regionie Bretania, w departamencie Morbihan.
Według danych na rok 1990 gminę zamieszkiwało 2338 osób, a gęstość zaludnienia wynosiła 522 osoby/km² (wśród 1269 gmin Bretanii Josselin plasuje się na 260. miejscu pod względem liczby ludności, natomiast pod względem powierzchni na miejscu 1036.).

## Współpraca
- Alzey, Niemcy
- Tard, Węgry